# Aleja Józefa Piłsudskiego w Białymstoku
Aleja Józefa Piłsudskiego – jedna z głównych ulic Białegostoku, biegnąca od placu Niepodległości im. Romana Dmowskiego do ronda dr. nauk med. Andrzeja Lussy. Aleja przebiega od Centrum i osiedla Sienkiewicza do granicy z osiedlem Bojary.

## Historia
Plany budowy trasy W-Z sięgały lat przedwojennych. Miała ona za zadanie odciążyć ulicę Stalina (obecnie ul. Lipowa) oraz przejąć ruch tranzytowy. W 1956 roku ustalono, że planowana trasa W-Z będzie nosić nazwę Alei 1 Maja. Budowę rozpoczęto w 1958 roku i trwała ona do 1964 roku. W 1990 roku nazwę zmieniono na Józefa Piłsudskiego, a w 2005 na aleję Józefa Piłsudskiego. W latach 2012–2013 aleja przeszła gruntowną modernizację. Przebudowano obie jezdnie, wybudowano nowe drogi rowerowe oraz wytyczono buspasy. Pod skrzyżowaniem z ul. Sienkiewicza wybudowano przejście podziemne.

## Otoczenie
Przy al. Józefa Piłsudskiego znajdują się m.in.:
- Szkolne Schronisko Młodzieżowe „Podlasie”
- skwery Tamary Sołoniewicz[8] - wzdłuż rzeki Białej
- bulwary Ireny Sendlerowej[9] - wzdłuż rzeki
- najstarszy wieżowiec w Białymstoku (przy skrzyżowaniu z ulicą Sienkiewicza)
- bloki mieszkalne, w tym wiele pokrytych sgraffitami.
- Galeria Jurowiecka